# FIFA International Referees List
La FIFA International Referees List è una pubblicazione annuale della lista globale degli arbitri internazionali FIFA nelle discipline di calcio sotto l'egida della Fédération Internationale de Football Association (FIFA), calcio (a 11), calcio a 5 e beach soccer, sia maschile che femminile. I membri della lista sono qualificati per arbitrare a livello internazionale e hanno il diritto di indossare un badge FIFA sulla loro uniforme per l'anno in cui sono elencati.